# Nick O'Hern
Nicholas Simon "Nick" O'Hern (født 18. oktober 1971 i Perth, Australien) er en australsk golfspiller, der pr. juli 2008 står noteret for 5 sejre gennem sin professionelle karriere. Hans bedste resultat i en Major-turnering er en 6. plads, som han opnåede ved US Open i 2006.
O'Hern har 2 gange, i 2005 og 2007, repræsenteret Det internationale Hold ved Presidents Cup, begge gange dog med nederlag.

## Eksterne links
- Spillerinfo Arkiveret 17. juli 2008 hos  Wayback Machine